# Rohaczów
Rohaczów (dawniej: Rohaczew; białorus. Рагачоў, Rahaczou, ros. Рогачёв) – miasto na Białorusi w obwodzie homelskim, nad Dnieprem. Stolica administracyjna rejonu rohaczewskiego. 33,6 tys. mieszkańców (2010). Przemysł spożywczy, materiałów budowlanych, paszowy; uzdrowisko balneologiczne; przystań rzeczna.
Miasto królewskie położone było w końcu XVIII wieku w starostwie niegrodowym rohaczewskim w powiecie rzeczyckim województwa mińskiego.

## Historia
Położony w widłach rzek Dniepr i Druć obronny gród wzmiankowano po raz pierwszy w 1142 roku w Kronice Ipatijewskiej. Pod koniec XII wieku gród został opanowany przez Księstwo Turowskie. Od końca XIII wieku do rozbiorów znajdował się w Wielkim Księstwie Litewskim, do którego przyłączył gród książę Dowmunt. Na początku XVI wieku stał się własnością Zygmunta I Starego, który w 1522 roku oddał go w prezencie ślubnym królowej Bonie Sforzy, która włączyła Rohaczów do swojej domeny i przez 30 lat gospodarowania znacznie rozwinęła pod względem ekonomicznym, przerwanym tylko najazdem w 1535 roku w czasie wojny z Moskwą. W tym czasie miasto stało się ważnym punktem na trasie drogi wodnej łączącej Smoleńsk z Kijowem. W 1576 roku odnotowano istnienie zamku obronnego.
Podczas wojny z Moskwą 1654–1667 zdobyty w 1654 roku przez wojska kozackie Iwana Zołotareńki, które spaliły miasto i zamek.
W wyniku pierwszego rozbioru Polski (1772) oderwany od Rzeczypospolitej i wcielony do Imperium Rosyjskiego.
W 1794 roku zakon bernardynów objął murowany kościół parafialny p.w. Niepokalanego Poczęcia NMP. Klasztor został zlikwidowany przez Rosjan po upadku Powstania listopadowego w 1832 roku.
16 (28) lipca 1863 roku w Rohaczowie został rozstrzelany Tomasz Piotr Hryniewicz (1817–1863), dowódca oddziału powiatowego powstańców polskich.
Pod koniec XIX wieku większość mieszkańców stanowiła ludność żydowska. Był też ośrodkiem chasydyzmu (urodził się tu Joseph Rosen). W 1902 roku doprowadzono do miasta linię kolejową z Mohylewa, w związku z czym zaczął rozwijać się jako ośrodek przemysłowy.
W lutym 1918 roku miejsce walk I Korpusu Polskiego generała Dowbor-Muśnickiego z bolszewikami o węzeł kolejowy.
Po traktacie ryskim w 1921 r. Rohaczów pozostał po sowieckiej stronie granicy. Przed II wojną światową liczył ok. 17 tys. mieszkańców.
Od lipca 1941 do lutego 1944 roku pod okupacją niemiecką, która zakończyła się po Operacji Bagration.
Podczas okupacji hitlerowskiej, w lipcu 1941 roku Niemcy utworzyli getto dla żydowskich mieszkańców. Przebywało w nim około 4700 osób. W listopadzie 1941 roku Niemcy zlikwidowali getto, a Żydów zamordowali nad Drucią. 
W 1971 roku odkryto w jednej z wsi pod Rohaczowem skarb monet.

## Zabytki
- Góra królowej Bony z pozostałościami wałów zamkowych
- Ruiny kościoła św. Antoniego Padewskiego, zbudowanego w latach 1910–12 z cegły w stylu neogotyckim (ul. Wołodarskiego)
- Cerkiew św. Aleksandra Newskiego z końca XIX w.
- Gmach ziemstwa z 1916 r. (ul. Lenina 62)
- Kaplice na starym cmentarzu chrześcijańskim

## Kościół katolicki
Siedziba parafii św. Antoniego Padewskiego.

## Galeria

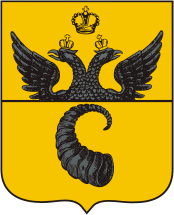
herb Rohaczowa z 1781
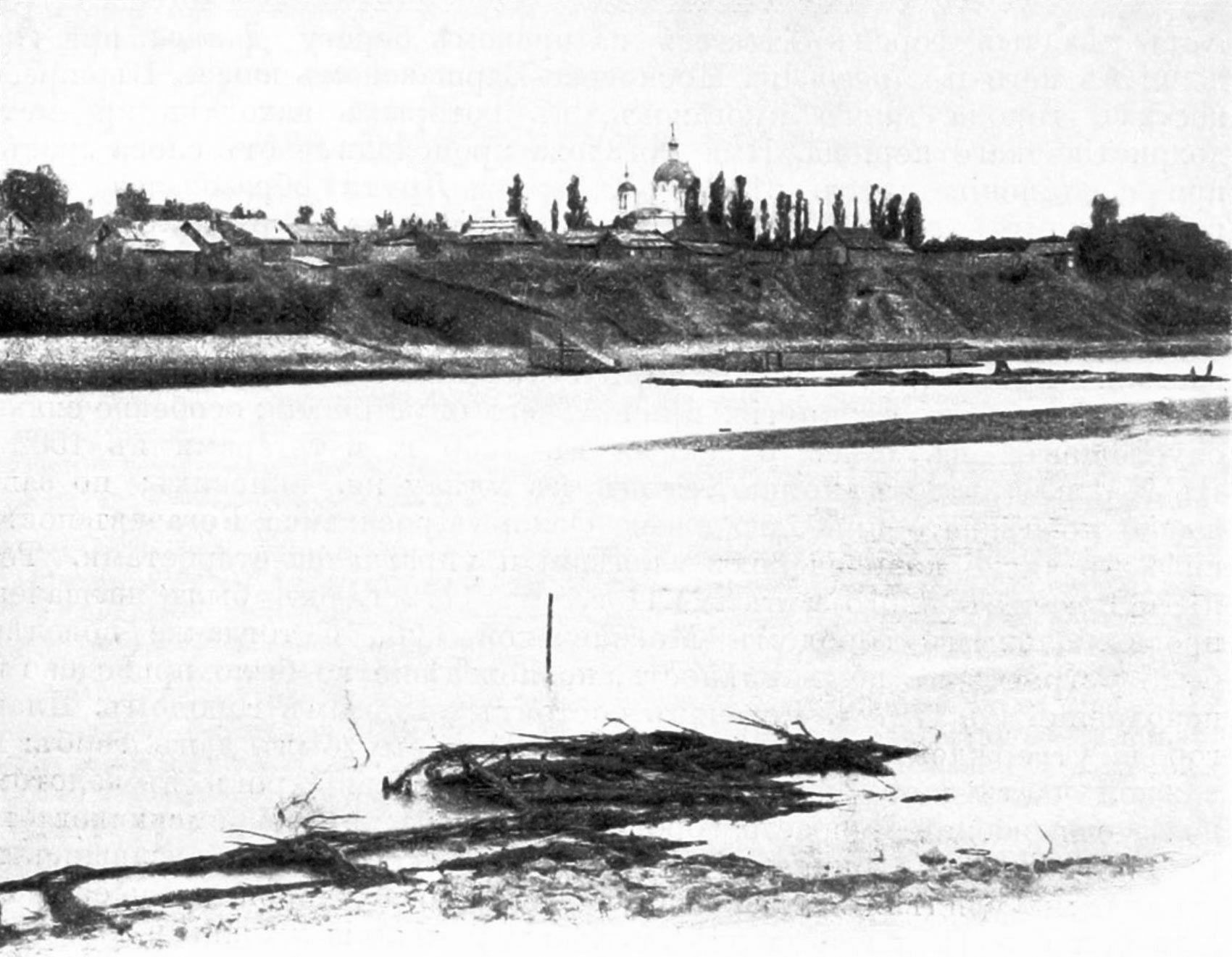
widok miasta przed 1914
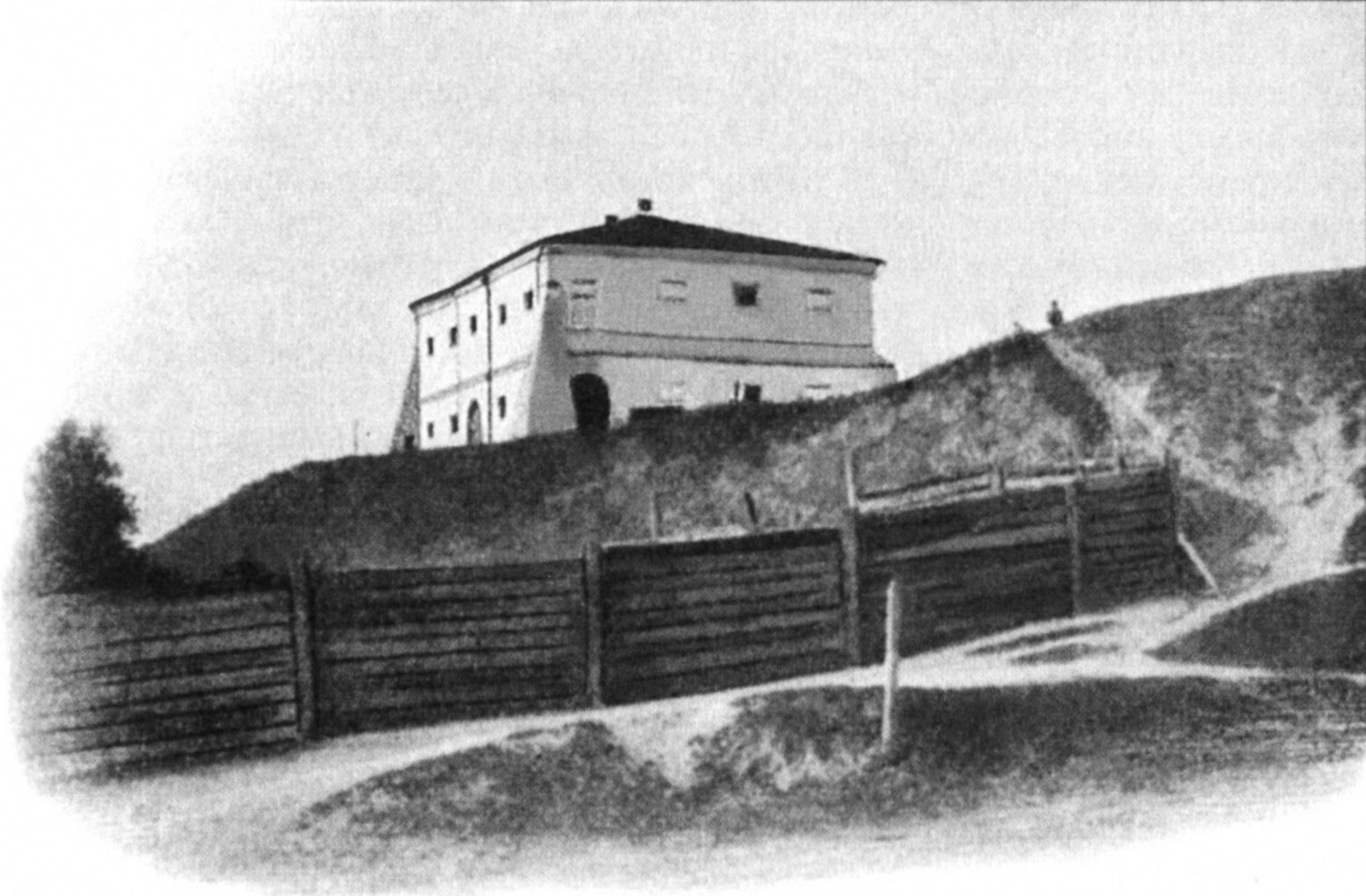
twierdza w Rohaczowie z 1777 przed 1914
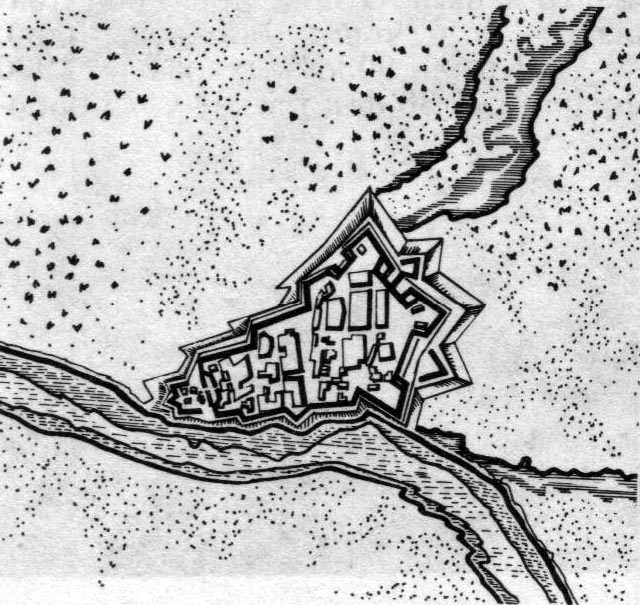
Plan miasta z k. XVIII w.
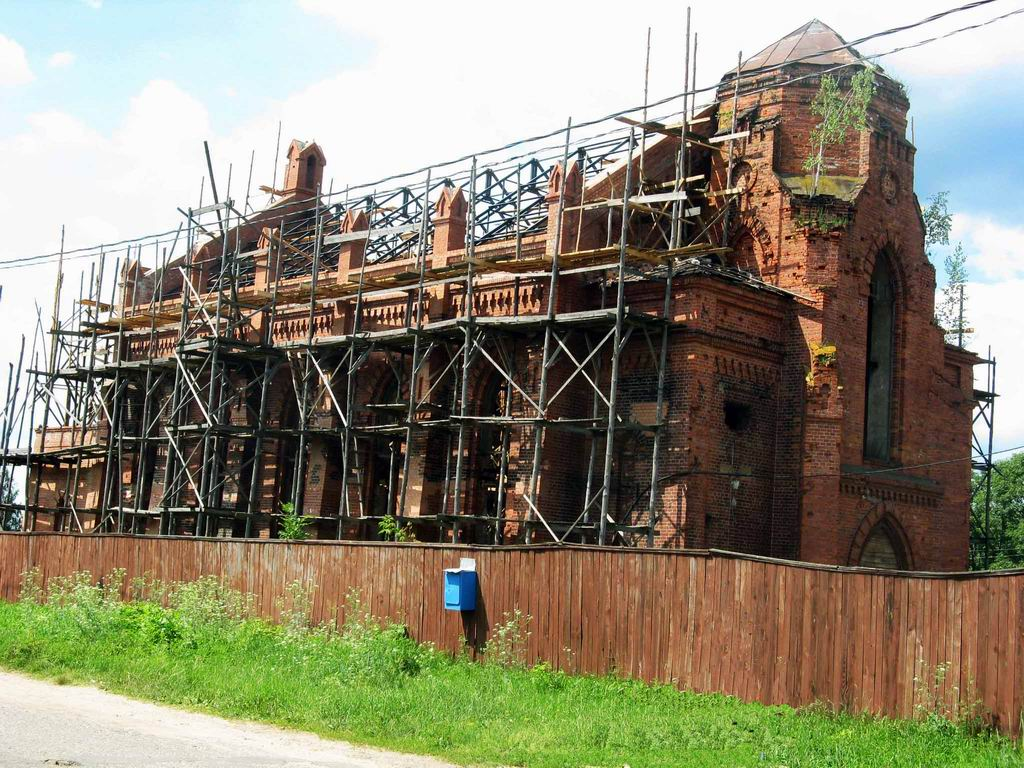
Kościół św. Antoniego
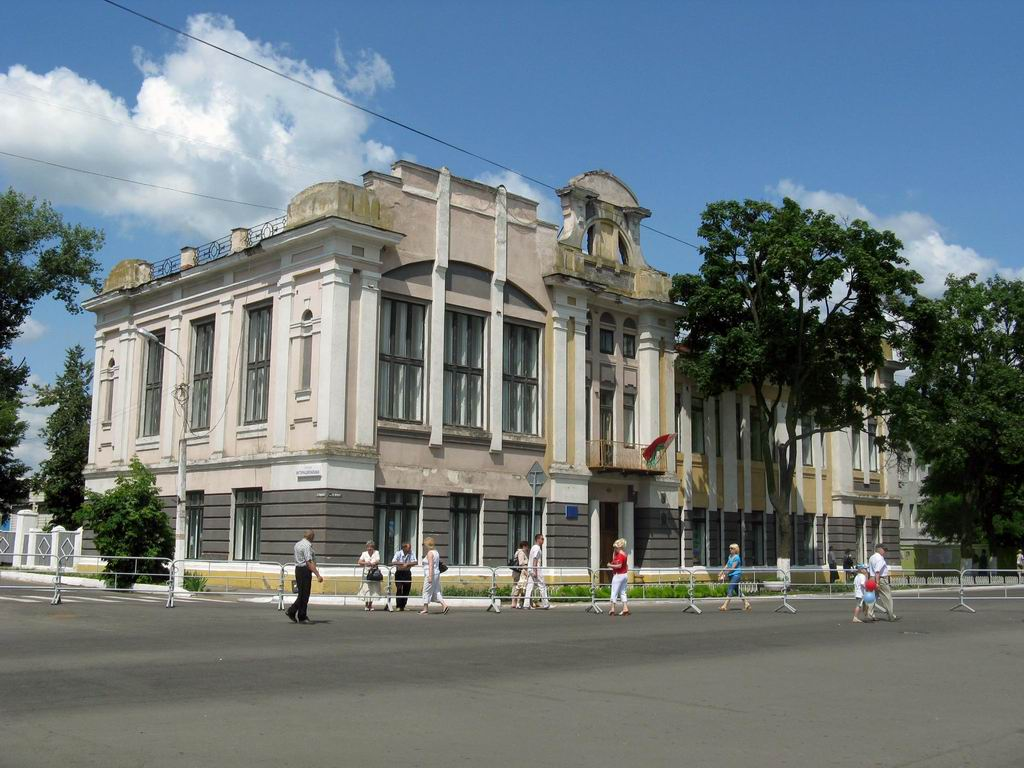
"Ziemstwo" z 1914 r.